# Фридрих Густав Ягер
Фридрих Густав Ягер (на немски: Friedrich Gustav Jaeger) е германски оберст от Вермахта, участвал в опита за убийство на фюрера Адолф Хитлер от 20 юли 1944 г.

## Съпротива
През 1938 г., след судетската криза, Ягер участва в германското нахлуване в судетските територии на Чехословакия. С избухването на Втората световна война той е участник в нашествието на Полша. От 1939 г. Ягер изгражда контакти с елементи на съпротива във Вермахта, включително Ханс Остер, Фридрих Олбрихт и Лудвиг Бек. През 1940 г. участва в битката във Франция, където получава Железен кръст, а през 1941 г. той е в Операция Барбароса.
След смъртта на съпругата му, по време на британски бомбардировки на 17 февруари 1942 г., Ягер говори за първи път със сина си за контактите му със съпротивата и плановете им да свалят Адолф Хитлер. През годината е полковник и е изпратен в битката при Сталинград. Там е ранен 8 пъти и, след като се разболява от епидемичен тиф, отива в Люблин.
През 1943 г. Ягер неохотно се съгласява с плановете за покушение срещу Хитлер. Заради християнските си убеждения предпочита да види Хитлер да се изправи пред съд. Синът на Ягер е капитан в дивизията Gross Deutschland, сред най-елитните формирования в Германия. Крафт Ягер е арестуван и обвинен в опит за предателство към водещ другар във военно неподчинение; освободен е поради липса на доказателства, но е изпратен обратно на фронта, за да може „да си възвърне честта“.

## Процес и екзекуция
На 20 юли 1944 г., в деня атентата срещу Хитлер, Ягер е командир на резервните танкови войски. След като бомбата от куфарчето избухва във Вълчата бърлога в Източна Прусия, Ягер получава заповеди от Клаус фон Щауфенберг за арест на СС-Оберфюрер. Освен това той също трябва да арестува Йозеф Гьобелс. След като става известно, че Хитлер е оцелял, войниците под негово командване вече няма да изпълняват заповедите му. Самият Ягер е арестуван от собствената си армия в същия ден, когато заговорът се проваля. Синът му също е арестуван, в италианска военна болница и докаран с влак при Гестапо в Берлин.
На 21 август 1944 г. Фридрих Густав Ягер е осъден на смърт и е обесен по-късно същия ден в затвора в Пльоцензе в Берлин. Имотите на семейството му са конфискувани.

## Почести
Крафт Ягер е изпратен в концентрационния лагер Захсенхаузен. Той обаче оцелява, а на 25 септември 1995 г. открива паметна плоча на баща си в къщата, където се е родил 100 години по-рано. Къщата в наши дни е кметството на Кирхберг на Ягсте.
На Фридрих Густав Ягер има е наречена улица Fritz-Jaeger-Allee във Вюнсдорф.